# Zelandothorax novaezealandiae
Zelandothorax novaezealandiae är en urinsektsart som först beskrevs av John Tenison Salmon 1944.  Zelandothorax novaezealandiae ingår i släktet Zelandothorax och familjen dvärghoppstjärtar. Inga underarter finns listade i Catalogue of Life.